# 직업병
직업병(職業病, occupational disease)은 특정 직업에 공유한 조건의 직업에 종사하는 동안 발생하는 질병의 정상적으로 종사하고 있는 동안 불가피하게 발생되거나 모든 종사자에게 발생할 가능성이 있는 질병이다.
어느 직종에 근무한 이후에 질병이 발생했거나 작업장의 환경이 특정 질병을 야기할 정도로 나쁘며, 증세가 작업장의 환경과 관계가 있을 때 직업병으로서 인정받을 수 있다. 현재 진폐증, 소음성 난청, 유기용제 중독 등은 그 피해가 어느 것보다 심각하다. 유해한 환경에서의 야간작업, 교대근무, 불규칙 노동, 장시간 노동은 질병에 걸릴 가능성을 더욱 높여 준다.

## 대표적인 직업병
- 석면폐
- 면폐증

## 같이 보기
- 산업심리학
- 직업안전보건